# Eredivisie (mannenhandbal) 2002/03
De Lucardi Eredivisie is de hoogste afdeling van het Nederlandse handbal bij de heren op landelijk niveau. In het seizoen 2002/2003 werd FIQAS/Aalsmeer landskampioen. Animo degradeerde naar de Eerste divisie.
Door de fusie tussen AHC '94 en HV Kolping werd het team van Kolping vervangen door AHC Kolping.

## Opzet
Eerst speelden de twaalf ploegen een reguliere competitie, de nummers een tot en met zes van deze reguliere competitie speelden in de kampioenspoule, waarvan de beste twee zich kwalificeren voor de Best of Five-serie. De winnaar van deze serie is de landskampioen van Nederland. De nummers zeven tot en met twaalf speelden in de degradatiepoule. De laagst geklasseerde ploeg in de degradatiepoule degradeerde rechtstreeks naar de eerste divisie. De een na laatste speelde een wedstrijd tegen de winnaar van het periodekampioenschap van de eerste divisie, om één plaats in de eredivisie.

## Teams
| Club                  | Plaats     | Provincie     | Trainers                                              | Hal              |
| --------------------- | ---------- | ------------- | ----------------------------------------------------- | ---------------- |
| FIQAS/Aalsmeer        | Aalsmeer   | Noord-Holland | René Romeijn                                          | De Bloemhof      |
| Animo                 | Rijswijk   | Zuid-Holland  | Jan Willem Kommer                                     | Marimbahal       |
| BouwCoach/Bevo HC     | Panningen  | Limburg       | Piërre Jansen                                         | BouwCoach hallen |
| Direkt Mail/BFC       | Beek       | Limburg       | Jan Majoor Maurice Canton vertrokken in november 2002 | De Haamen        |
| De Groot Groep/E&O    | Emmen      | Drenthe       | Peter Portengen                                       | Harwig Arena     |
| Hellas                | Den Haag   | Zuid-Holland  | Erik van der Wel                                      | Hellashal        |
| AHC Kolping           | Alkmaar    | Noord-Holland | Alex Vaassen                                          | Alkmaar Noord    |
| Van der Voort/Quintus | Kwintsheul | Zuid-Holland  | Jan Alma                                              | Van der Voorthal |
| Primaz/Sittardia      | Sittard    | Limburg       | Jörg Bohrmann                                         | Stadssporthal    |
| Axias/Tachos          | Waalwijk   | Noord-Brabant | Piotr Konitz                                          | Taxandriahal     |
| Wealer/V&L            | Geleen     | Limburg       | Jan Willem Hamers                                     | Glanerbrook      |
| KRAS/Volendam         | Volendam   | Noord-Holland | Oleg Boiko                                            | De Seinpaal      |

## Reguliere competitie
| Pos | Club                  | Wed | W  | G | V  | Ptn | DV  | DT  | +/−  | Opmerking                           |
| --- | --------------------- | --- | -- | - | -- | --- | --- | --- | ---- | ----------------------------------- |
| 1   | FIQAS/Aalsmeer        | 22  | 18 | 2 | 2  | 38  | 651 | 515 | +136 | Gekwalificeerd voor kampioenspoule  |
| 2   | De Grootgroep/E&O     | 22  | 18 | 1 | 3  | 37  | 703 | 519 | +184 | Gekwalificeerd voor kampioenspoule  |
| 3   | Wealer/V&L            | 22  | 16 | 0 | 6  | 32  | 656 | 562 | +94  | Gekwalificeerd voor kampioenspoule  |
| 4   | KRAS/Volendam         | 22  | 14 | 2 | 6  | 30  | 606 | 554 | +52  | Gekwalificeerd voor kampioenspoule  |
| 5   | BouwCoach/Bevo HC     | 22  | 14 | 1 | 7  | 29  | 597 | 521 | +76  | Gekwalificeerd voor kampioenspoule  |
| 6   | Sittardia             | 22  | 13 | 0 | 9  | 26  | 602 | 582 | +20  | Gekwalificeerd voor kampioenspoule  |
| 7   | Van der Voort/Quintus | 22  | 10 | 4 | 8  | 22  | 615 | 594 | +21  | Gekwalificeerd voor degradatiepoule |
| 8   | Direkt Mail/BFC       | 22  | 8  | 1 | 13 | 17  | 609 | 626 | −17  | Gekwalificeerd voor degradatiepoule |
| 9   | Axias/Tachos          | 22  | 6  | 0 | 16 | 12  | 565 | 624 | −59  | Gekwalificeerd voor degradatiepoule |
| 10  | AHC Kolping           | 22  | 6  | 0 | 16 | 12  | 579 | 685 | −106 | Gekwalificeerd voor degradatiepoule |
| 11  | Hellas                | 22  | 3  | 1 | 18 | 7   | 550 | 709 | −159 | Gekwalificeerd voor degradatiepoule |
| 12  | Animo                 | 22  | 1  | 0 | 21 | 2   | 462 | 705 | −243 | Gekwalificeerd voor degradatiepoule |

1. ↑  Van der Voort/Quintus heeft 2 punten in mindering gekregen

## Nacompetitie

### Degradatiepoule
| Pos | Club                  | Wed | W | G | V | Ptn | DV  | DT  | +/− | BP | Opmerking                                                     |
| --- | --------------------- | --- | - | - | - | --- | --- | --- | --- | -- | ------------------------------------------------------------- |
| 1   | Axias/Tachos          | 10  | 6 | 4 | 0 | 20  | 280 | 243 | +37 | 4  |                                                               |
| 2   | Van der Voort/Quintus | 10  | 6 | 0 | 4 | 18  | 285 | 245 | +40 | 6  |                                                               |
| 3   | Direkt Mail/BFC       | 10  | 5 | 3 | 2 | 18  | 284 | 258 | +26 | 5  |                                                               |
| 4   | Hellas                | 10  | 5 | 2 | 3 | 14  | 266 | 252 | +14 | 2  |                                                               |
| 5   | AHC Kolping           | 10  | 2 | 1 | 7 | 8   | 255 | 282 | −27 | 3  | Best of two tegen winnaar periodekampioenschap eerste divisie |
| 6   | Animo                 | 10  | 1 | 0 | 9 | 3   | 222 | 312 | −90 | 1  | Directe degradatie naar eerste divisie                        |

### Kampioenspoule
| Pos | Club               | Wed | W | G | V  | Ptn | DV  | DT  | +/− | BP | Opmerking                        |
| --- | ------------------ | --- | - | - | -- | --- | --- | --- | --- | -- | -------------------------------- |
| 1   | FIQAS/Aalsmeer     | 10  | 6 | 2 | 2  | 20  | 261 | 236 | +25 | 6  | Gekwalificeerd voor Best of Five |
| 2   | De Groot Groep/E&O | 10  | 6 | 1 | 3  | 18  | 288 | 247 | +41 | 5  | Gekwalificeerd voor Best of Five |
| 3   | Wealer/V&L         | 10  | 6 | 0 | 4  | 16  | 290 | 292 | −2  | 4  |                                  |
| 4   | KRAS/Volendam      | 10  | 5 | 1 | 4  | 14  | 247 | 247 | 0   | 3  |                                  |
| 5   | BouwCoach/Bevo HC  | 10  | 5 | 0 | 5  | 12  | 246 | 261 | −15 | 2  |                                  |
| 6   | Sittardia          | 10  | 0 | 0 | 10 | 1   | 252 | 301 | −49 | 1  |                                  |

## Best of Five
|  | FIQAS/Aalsmeer | 27 - 31 | De Groot Groep/E&O | De Bloemhof, Aalsmeer |
|  |                |         |                    | De Bloemhof, Aalsmeer |
|  |                |         |                    | De Bloemhof, Aalsmeer |

|  | De Groot Groep/E&O | 20 - 23 | FIQAS/Aalsmeer | Harwig Arena, Emmen |
|  |                    |         |                | Harwig Arena, Emmen |
|  |                    |         |                | Harwig Arena, Emmen |

|  | FIQAS/Aalsmeer | 23 - 22 | De Groot Groep/E&O | De Bloemhof, Aalsmeer |
|  |                |         |                    | De Bloemhof, Aalsmeer |
|  |                |         |                    | De Bloemhof, Aalsmeer |

|  | De Groot Groep/E&O | 22 - 26 | FIQAS/Aalsmeer | Harwig Arena, Emmen |
|  |                    |         |                | Harwig Arena, Emmen |
|  |                    |         |                | Harwig Arena, Emmen |

|  | FIQAS/Aalsmeer | v | De Groot Groep/E&O | De Bloemhof, Aalsmeer |
|  |                |   |                    | De Bloemhof, Aalsmeer |
|  |                |   |                    | De Bloemhof, Aalsmeer |

## Topscorers
Eindstand per 30 maart 2003
| Pos | Naam              | Gls | Club                  |
| --- | ----------------- | --- | --------------------- |
| 1   | Joey Duin         | 183 | KRAS/Volendam         |
| 2   | Robin Gielen      | 150 | BouwCoach/Bevo HC     |
| 3   | Fabian van Olphen | 145 | Van der Voort/Quintus |
| 4   | Sven Coonen       | 137 | Sittardia             |
| 5   | Mark Bult         | 134 | De Groot Groep/E&O    |

## Handballer van het jaar
Door het NHV werd tijdens het Handbalgala 2003 werden de beste spelers en trainers van het seizoen onderscheiden. Ook werden er de FIQAS Award Verkiezingen gehouden waarbij verschillende prijzen werden gegeven aan spelers. Handballers, trainers, scheidsrechters, pers en supporters van 50 verschillende clubs konden hier hun stem uitbrengen.
| Categorie                               | Winnaar                | Team          |
| --------------------------------------- | ---------------------- | ------------- |
| Beste speler                            | Joey Duin              | Volendam      |
| Beste trainer                           | Oleg Boiko ()          | KRAS/Volendam |
| Talent van het jaar                     | Mark Bult              | E&O           |
| Beste speler in buitenlandse competitie | Mark Schmetz           | TUSEM Essen   |
| Beste scheidskoppel                     | Toon Daems/Jan van Roy | -             |